# Sándor Torghelle
Sándor Torghelle (Budapeste, 5 de Maio de 1982) é um futebolista húngaro que joga como atacante. Atualmente defende o Fortuna Düsseldorf da segunda divisão alemã.